# أرون باركس
أرون باركس (بالإنجليزية: Aaron Parks)‏ هو عازف جاز وعازف بيانو أمريكي، ولد في 7 أكتوبر 1983 في سياتل في الولايات المتحدة.

## وصلات خارجية
- أرون باركس على موقع ميوزك برينز (الإنجليزية)
- أرون باركس على موقع أول ميوزيك (الإنجليزية)
- أرون باركس على موقع ديسكوغز (الإنجليزية)